# Piaroa guipongai
Espèce
Piaroa guipongai est une espèce de schizomides de la famille des Hubbardiidae.

## Distribution
Cette espèce est endémique du département de Tolima en Colombie,. Elle se rencontre vers Mariquita.

## Description
Piaroa guipongai mesure de 3,51 à 3,56 mm.

## Étymologie
Cette espèce est nommée en l'honneur de Güiponga.

## Publication originale
- Manzanilla & García, 2011 : A new species of Piaroa Villarreal, Giupponi & Tourinho, 2008 (Schizomida: Hubbardiidae) from Colombia. Turkish Journal of Zoology, vol. 35, no 3, p. 60-68 (texte intégral).